# التوزيع المتساوي للأجور على أساس ساعات العمل

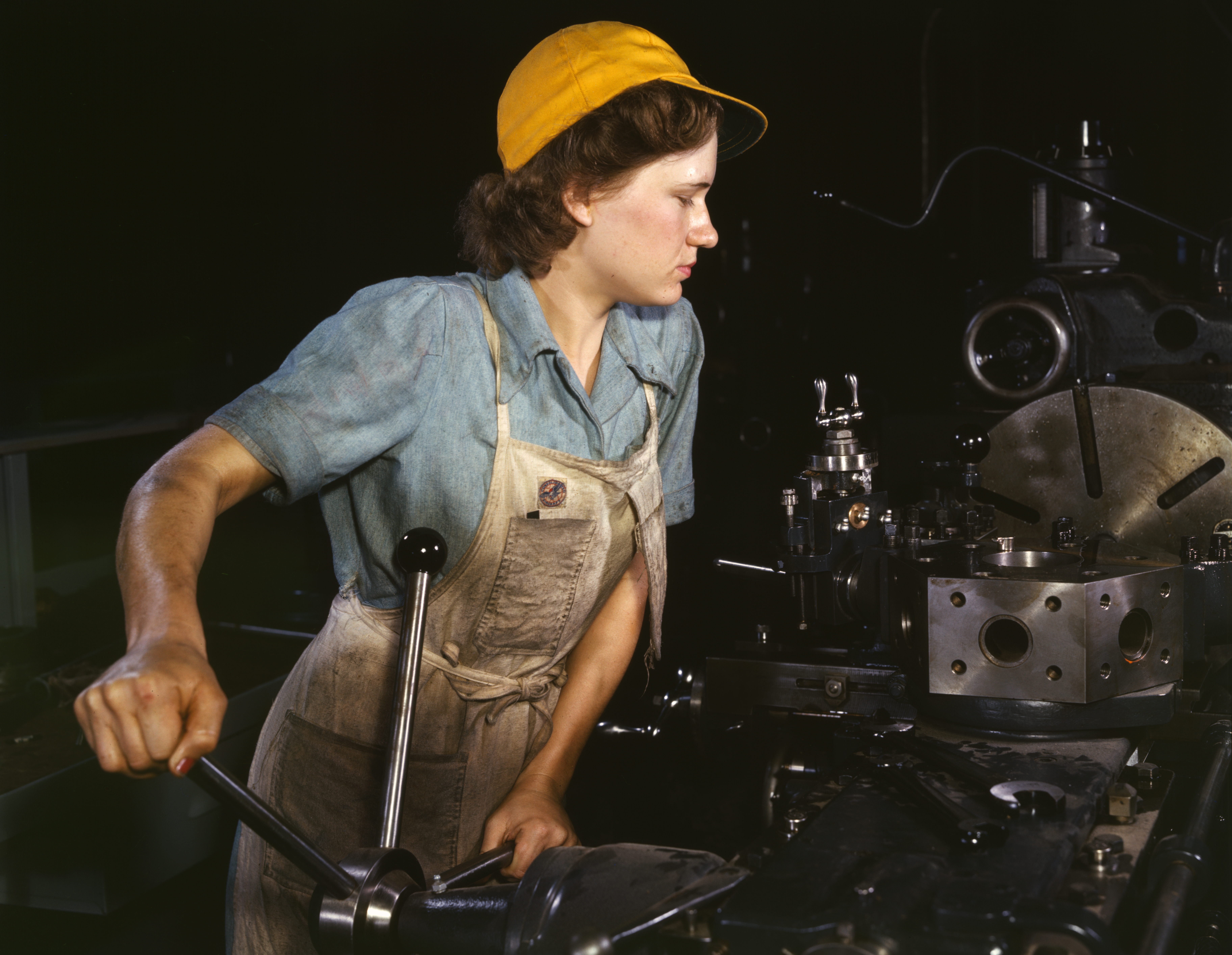

التوزيع المتساوي للأجور طبقا لطبيعة العمل المتساوية هو أحد مباديء حقوق العمال والتي يتساوى فيها أجر من يعملون في نفس مكان العمل في الأجور، وهو قضية شائعة جدا عند الحديث عن التمييز الجنسي فيما يتعلق بفجوة الأجور بين الجنسين.
الأجر المتساوي يشمل جميع مستويات الأجور والحوافز وهي الراتب الأساسي ورواتب الأجيرين والمكافآت والبدلات.
تم معالجة المشكلة بأشكال متفاوتة حسب البلدان، ففي أميركا ومنذ أن وقع الرئيس جون كينيدي قانون العدالة في الأجور عام 1963، فقد أصبح من غير القانوني في الولايات المتحدة الأمريكية أن يتم التفرقة بين أجور النساء والرجال في نفس الوظيفة في نفس مكان العمال.

## نبذة تاريخية
مع التوسع في تقنين أجور العمال إبان الثورة الصناعية، كانت المرأة دائما ما تتقاضى أجورا أقل من نظرائها الذكور في نفس العمل سواءً بسبب أنهم نساء في الأساس أو تحت أي ذريعة أخرى.
في نفس الوقت ظهر مبدأ الأجر المتساوي للعمل المتساوي كجزء من الموجة الأولى للنسوية مع الجهود المبكرة المرتبطة بالنشاطات النقابية في الدول المصنعة في القرن التاسع عشر، على سبيل المثال كانت سلسلة الإضاربات التي نظمتها النقابات النسوية في المملكة المتحدة عام 1830.
الضغوط التي مارستها النقابات العمالية كان لها آثار متفاوتة، وهي بدورها أدت إلى مباديء حزب المحافظين، ولكن على الرغم من ذلك وفي الفترة التي تلت الحرب العالمية الثانية فإن النقابات والمجالس التشريعية للدول الصناعية بدأت بالتدريج بتبني مبدأ الأجر المتساوي للأعمال المتساوية.
فعلى سبيل المثال كانت مقدمات قانون الأجور في المملكة المتحدة عام 1970 استاجبة لاتفاقية روما وإضراب مصنع فورد للحياكة عام 1968.
في السنوات الأخيرة فإن النقابات الأـوروبية تمارس ضغوطها المتواصلة على الدول وأرباب العمل لإنجاز هذا التوجه.

## القانون الدولي لحقوق الإنسان
في القانون الدولي لحقوق الإنسان وبخصوص إعلان الأجور المتساوية فهناك اتفاقية الأجور المتساوية لعام 1951، وهي الاتفاقية 100 لمنظمة العمل الدولية التابعة للأمم المتحدة، وتنص الاتفاقية على التالي:
يجب على كل فرد أن يصدر الترقيات بالسبل المناسبة لتخصيص معدلات الأجور مع ضمان تطبيقها على جميع العمال على أساس مبد المساواة بين الرجال والسيدات في الأجر إذا م كانوا يؤدون نفس العمل.
كذلك قد تم تغطية مبدأ المساوة في الأجر من خلال المادة السابعة من العهد الدولي الخاص بالحقوق الاقتصادية والاجتماعية والثقافية، والمادة الرابعة في الميثاق الاجتماعي الأوروبي، والمادة الخامسة عشر من الميثاق الأفريقي لحقوق الإنسان والشعوب، كما أقر دستور منظمة العمل الدولية كذلك «مبادئ أجر متساوٍ لقيمة متساوية».
تسمح لجنة تكافؤ فرص العمل بعدم تساوي الأجور مع تساوي نوعية العمل في أربع حالات وفقا لـ (1) نظام الأقدمية، (2) نظام الجدارة، (3) نظام يقيس مدى المكسب من خلال كمية أة جودة المنتج، (4) أي مؤشر آخر بعيدا عن الجنس.
ولا يشكل أي احتلاف في الأجر وفقا لهذه العوامل الأربعة انتهاكا لبنود الاتفاقية.

## الوضع القانوني حسب الاختصاص القضائي

### الاتحاد الأوروبي والمنطقة الاقتصادية الأوروبية
في الفترة ما بعد الحرب وضع الأوروبيون مخططات منصفة تتوافق مع اسهامات المرأة في سوق العمل ووضعوا تشريعات من شأنها تنظيم الأجور المتساوية للأعمال المتساوية في الدول الشرقية والغربية.
أدرجت بعض البلدان في الاتحاد الأوروبي مبدأ المساواة في الأجر مع المساواة في العمل بالفعل في دساتيرها مثل فرنسا وألمانيا وبولندا من إنشاء الاتحاد الأوربي (انظر الجدول بالأسفل).
عند إنشاء السوق الأوربية المشتركة عام 1957 قبل إإنشاء الاتحاد الأوربي كان مبدأ المساواة في الأجر للمساواة في العمل هو الجوهر، ففي المادة رقم 141 من معاهدة روما منصوص التالي: «يجب أن تؤكد كل دولة عضو بأن مبدأ الأجور المتساوية للأعمال المتساوي أو القيمة المتساوية للعمل مطبق».
وخلال هذه الخطوة التقدمية مجتمعيا لم ينعكس هذا القرار بالضرورة بشكل موسع كتنفيذ فعلي بين مجموعة الموقعين على المعاهدة:
بينما تعبر غالبا هذه الخطوة عن تقدمية المجتمع الأوروبي إلا أن البعض يرى أن المادة 141 (119 سابقا) اشتملت إلى حد كبير على امتياز للفرنسيين الذين شرعوا بالفعل لمبدأ مساواة الأجور، وخشوا أن يتم وضعهم في مقارنة مجحفة
أقرت السوق الأوربية المشتركة التشريع عام 1975 وأصبح ملزما وجرى مباشرة تطبيق تعليمات المساواة في الأجور 75/117/EEC.
وقد تم حظر كافة أنواع التمييز في الأجور حسب الجنس، وقد تم دمج هذه التوصية مع غيرها في وصاية واحدة عام 2006 (2006/54/EC).
على المستوى المحلي فإن مبدأ الأجور المتساوية قد انعكس بشكل عام على تشريعات 28 دولة عضو في الاتحاد الأوربي بالإضافة إلى بلدان المنطقة الاقتصادية الأوروبية (EEA) آيسلاندا ولينشتينشتاين والنرويج، أما الدول المرشحة للانضمام للاتحاد الأوربي مقدونيا وتركيا فقد وفقوا تشريعاتهم لتلائم المواصفات القياسية للاتحاد الأوروبي.
التشريعات الرئيسية الوطنية بخصوص عدالة الأجور بين الرجال والنساء في الدول الأوروبية المختلفة هي كما يلي.
| الدولة          | الأحكام القانونية الرئيسية |
| النمسا          | قانون عام 1979 للمساواة في المعاملة بين الرجال والنساء (بصيغته المعدلة منذ ذلك الحين) |
| بلجيكا          | قانون عام 1999 للمساواة في المعاملة بين الرجال والنساء (المادة 12 و25) |
| بلغاريا         | الأجور المتساوية للأعمال المتساوية في قانون العمل. |
| جمهورية التشيك  | ينظم قانون العمل أجور العمل. 1/1992 Coll. على الأجر، والمكافأة عن العمل الإضافي، ومتوسط الدخل؛ وبموجب القانون رقم 43/1991 Coll. عن الأجر والمكافأة عن العمل الإضافي في الدولة وبعض المنظمات والهيئات الأخرى. |
| الدنمارك        | قانون عام 1976 المتعلق بالمساواة في الأجر بين الرجل والمرأة، بصيغته المعدلة منذ ذلك الحين، ليشمل نقاطا إضافية. |
| فنلندا          | دستور عام 1995 (الفقرة 4 من المادة 5) وقانون المساواة بين الرجل والمرأة (الفقرة 2 من المادة 8). |
| فرنسا           | دستور عام 1946 والمواد L.140.2 وما بعد ذلك من قانون العمل. |
| ألمانيا         | دستور عام 1949 أو "القانون الأساسي" (المادة 3) |
| اليونان         | دستور عام 1975 (المادة 22 (1))، بصيغته المعدلة في عام 2001، والقانون رقم 1484/1984 (المادة 4). |
| المجر           | أدرج نص المساواة في الأجر عن العمل المتساوي في الدستور غير أنه تغير، والآن لا يوجد سوى المساواة بين الرجل والمرأة، والأجر مدرج في قانون العمل. |
| آيسلاندا        | قانون المساواة في الأجور لعام 1961 (رقم 60/1961)، 1976 قانون المساواة بين المرأة والرجل (رقم 78 لسنة 1976، وقانون عام 2008 بشأن المساواة في المركز والمساواة بين المرأة والرجل (رقم 10/2008) والتعديل الذي أضيف إلى القانون في عام 2017: القانون المتعلق بشهادات المساواة في الأجور وفقا لمعيار المساواة في الأجور الذي قدم في عام 2012 (ÍST 85: 2012). |
| آيرلاندا        | قانون المساواة في العمل لعام 1998 (IE9909144F)، الذي يلغي قانون عام 1974 المتعلق بمكافحة التمييز (الأجر) وقانون المساواة في العمل لعام 1977. |
|                 | قانون عام 1998 المتعلق بالمساواة في العمل في العمل، وقانون عام 1996 المتعلق بالمساواة في الأجر بين العاملات والعاملات من الذكور. |
| إيطاليا         | الدستور (المادتان 3 و 37)، القانون 903/1977 (المادة 2) والقانون 125/1991. |
| لاتفيا          | المساواة في الأجر عن العمل المتساوي المدرجة في قانون العمل. |
| ليشتينشتاين     | المساواة في الأجر عن العمل المتساوي المدرجة في قانون العمل. |
| ليتوانيا        | المساواة في الأجر عن العمل المتساوي المدرجة في قانون العمل. |
| لوكسمبورج       | قانون عام 1981 المتعلق بالمساواة في المعاملة بين الرجل والمرأة، وقانون الدوقية لعام 1974 المتعلق بالمساواة في الأجر بين الرجل والمرأة (المواد 1 و 2 و 3 (1) و 3 (2) و 4). |
| هولاندا         | الدستور (المادة 1) وقانون عام 1994 بشأن المساواة في المعاملة. |
| النرويج         | قانون المساواة بين الجنسين لعام 1978. |
| بولاندا         | منصوص دستور جمهورية بولندا الشعبية لعام 1952 (الفصل السابع، المادة 66). |
| البرتغال        | الدستور (المادة 59) والقانون 105/1997 المتعلق بالمساواة في المعاملة في العمل وفي التوظيف. |
| رومانيا         | المساواة في الأجر عن العمل المتساوي المدرجة في قانون العمل. |
| سلوفاكيا        | المساواة في الأجر عن العمل المتساوي المدرجة في قانون العمل. |
| إسبانيا         | الدستور (المادة 35)، وقانون العمال (المادتان 17 و 28). |
| السويد          | قانون عام 1980 المتعلق بالمساواة بين الرجل والمرأة / قانون تكافؤ الفرص، بصيغته المعدلة منذ ذلك الحين. |
| المملكة المتحدة | قانون المساواة في الأجور لعام 1970، بصيغته المعدلة بقواعد المساواة في القيمة لعام 1983، وقانون التمييز على أساس الجنس لعامي 1975 و 1986، الذي حل محله قانون المساواة لعام 2010. |

تحديث 2018 قانون الحصول على شهادة المساواة في الأجور على أساس معيار المساواة في الأجور في آيسلندا.
قدمت آيسلاندا معيار المساواة في الأجور عام 2012 ÍST 85:2012 (نظام إدارة الأجور المتساوية - المتطلبات والإرشادات).
المعيار تم تطويره عن طريق اتحاد التجارة الآيسلاندي واتحاد أرباب العمل والمسؤولين الحكوميين مع وضع اعتبار مساعدة ذوي العمل على تجنب التمييز في المرتبات وجعلهم مؤهلين نصب أعينهم.
في عام 2017 قررت الحكومة الآيسلاندية إضافة تعديل على قوانين 2008 قانون المساواة في المكانة والمساواة بين المرأة والرجل (رقم 10/2008). والتعديل هو قانون بشأن المساواة في الأجور، وقد دخل حيز النفاذ في 1 يناير 2018. ووفقا للشرکات والمؤسسات التي تستخدم 25 عاملا أو أکثر، علی أساس سنوي، سيكون هناك حاجة إلی الحصول علی شھادات متساویة في الأجور لنظام الأجور المتساویة لديهم وتنفیذھا. والغرض من هذه الشهادة الإجبارية هو إنفاذ التشريع الحالي الذي يحظر الممارسات التمييزية القائمة على نوع الجنس ويطالب بأن تحصل المرأة والرجل العاملان لنفس صاحب العمل على أجور متساوية، وأن يتمتعا بنفس شروط العمل لنفس الوظائف أو الوظائف ذات القيمة المتساوية.

### الولايات المتحدة

#### قانون فيدرالي: قانون المساواة في الأجور لعام 1963، والباب السابع من قانون الحقوق المدنية لعام 1964
قدمت وينيفريد ستانلي وهي عضوة في الكونجرس من نيويورك في 19 يونيو 1944 أول محاولة لتشريع توحيد الأجور: «يمنع التمييز في الأجر حسب الجنس» H.R. 5056 . وبعد 20 عاما تم تمرير التشريع عن طريق الحكومة الفيدرالية الأمريكية في عام 1963، مما جعل التفرقة في الأجور بين النساء والذكور بالنسبة للأعمال التي تتطلب مهارات وجهود ومسؤوليات متساوية أو التي يتم تنفيذها تحت نفس الظروف عملا غير قانوني.
بعد عام من إقرار قانون الأجر المتساوي وافق الكونجرس على قانون الحقوق المدنية في عام 1964، وفي المادة السابعة من القانون فإنه يحظر التفرقة على أساس العرق أو الدين أو اللون أو الجنس، وتندد المادة السابعة التفرقة على أساس الجنس بشكل عام وليس كقانون المساواة في الأجور حيث يشمل بالإضافة للأجور التعويضات والشروط والظروف والامتيازات الخاصة بالوظيفة، ولهذا فإن رب العمل وفقا لقانون المساوة في الأجور والمادة السابعة لا يستطيع أن يتعدى على حق المرأة في أجر متساوٍ لنفس العمل أو حقها في الانتقالات والترقيات وزيادة الأجر، كما لا يستطيع التلاعب في تقييم الوظائف لخفض مرتب النساء أو التعمد في فصل النساء والرجال في وظائف مختلفة بسبب جنسهم.
منذ أن بدأ الكونجرس في مناقشة مشروع القانون، كان قانون المساواة في الأجر في نفس الوقت قد دخل حيز التنفيذ، وكان هناك اهتمام حول كيف سيتم التوفيق بين القانونين مما أدى إلى تمرير تعديل السيناتور بينيت، وقد نص التعديل على: «لا يجب أن يكون ممارسة التفرقة على أساس الجنس كما في الفصل الفرعي بالنسبة لصاحب العمل أمرا غير قانوني.. إذا ما كان التفريق  هذا التفريق مصدقا عليه طبقا لأحكام قانون (المساوة في الأجور)».
وقد كان هناك بعض اللغط حول تفسير هذا التعديل مما حوله إلى المحكمة لكي تعالجه. لذلك فإن القانون الفيدرالي الأميريكي ينص الآن على: ”لا يجب على أصحاب العمل التفرقة بين النساء والرجال في الأجر في الوظائف التي تتطلب فعليا مهارت ومجهود ومسؤوليات متساوية، والتي يتم أداءها تحت نفس ظروف العمل داخل نفس المنشأة".

#### ولاية واشنطن
في واشنطن قام المحافظ إيفان بعرض دراسة العدالة في الأجور عام 1973 وفي عام 1977. وأظهرت النتائج بوضوح أنه عند مقارنة الوظائف المسيطر عليها من قبل الذكور أو الإناث لم يكن هناك تداخلا بين المتوسطات بالنسبة لنفس الوظائف في كل قطاع وظهرت فجوة تقدر بعشرين في المائة.
فعلى سبيل المثال فإن عامل الخدمات الغذائية يحصل على 472 دولارا في الشهر وسائق شاحنات خدمات التوصيل يحصل على 792 دولارا على الرغم من أن كلاهما لديه نفس معدل «النقاط» على مقياس القيمة المقارنة في الولاية.
ولسوء حظ الولاية وعاملاتها النساء فإن المحافظ التالي ديكسي لي راي فشل في تطبيق توصيات الدراسة (والتي تنص صراحة أن النساء يتقاضون أجورا بنسبة 20 في المائة أقل من الرجال). وعليه فإن الاتحاد الفيدرالي للولاية، عمال المقاطعات والبلديات AFSCME قد قامت بتحرير شكوى بالتعاون مع لجنة تكافؤ فرص العمل EEOC ضد ولاية واشنطن عام 1981، فقد قضت محكمة المقاطعة نظرا لأن الولاية قد قامت بعمل دراسة بالفعل حول التمييز حسب الجنس بها، وقد وجدت تفاوت كبير في الأجور ولم تأخذ إجراءات لتقليل هذا التفاوت، فإن ذلك يعتبر تمييزا يقع تحت المادة السابعة وهو: (سائد ومتعمد). وبذلك فقد أمرت المحكمة الولاية بتسديد الأجور بأثر رجعي إلى أكثر من 15500 امرأة بداية من عام 1979 بناءً على دراسة القيمة المماثلة في عام  1983 بإجمالي مبلغ تخطى 800 مليون دولار.
ولكن رغم كل هذا فإن محكمة استئناف الولايات المتحدة للدائرة التاسعة أسقطت هذا القرار معلنة أن واشنطن قد طبقت أجور الموظفين طبقا للسوق الحر، وأن التمييز كان سببا ضمن أسباب عدة لتفاوت الأجور، وصرحت: «لم يكن للولاية يد في خلق التفاوت في السوق... فلا القانون ولا المنطق يعتبر نظام السوق الحرة مؤسسة مشبوهة». وفي حين لم تنجح الدعوى القضائية في نهاية المطاف، إلا أنها أدت إلى تشريع حكومي يعزز أجور العاملين في الولاية، وقد بلغت تكاليف تنفيذ سياسة المساواة في الأجور 2.6 في المائة من تكاليف الموظفين في الولاية.

#### مينيسوتا
بدأت ولاية مينيسوتا البحث في سياسة رسمية قيمة حينمت تم تكليف مؤسسة هاي Hay Associates بعمل درساة من قبل فرة عمل مينيسوتا التابعة لمجلس الوضع الاقتصادي للمرأة، وقد النتائج صادمة ومتطابقة مع نلك التي جرت في واشنطن (أي أنه كان هناك فجوة في الرواتب بين العاملين الرجال والنساء داخل الولاية قيمتها 20 في المائة)، وأثبتت مؤسسة هاي أنه خلال 19 عاما منذ بدأ العمل بقانون المساواة في الأجور فإن التمييز ما زال مستمرا بل إنه ارتفع في الفترة بين عامي 1976 و 1981.
وباستخدام نظام النقاط الخاص بهم، تم ملاحظة أنا كلاً من سائقي الحافلات خدمة التوصيل وكتاب الآلة الطابعة يحصلون على 117 نقطة في مقياس «القمية» في الولاية، ولكن رغم ذلك فإن سائقي حافلات خدمة التوصيل (وهي وظيفة يهيمن عليها الذكور) يحصلون على راتب 1382 دولارا في الشهر، بينما يحصل كاتبو الآلة الطابعة (وهي وظيفة يهيمن عليها النساء) على راتب شهري قيمته 1115 دولار.
كما لاحظت الدراسة أيضا أن النساء يمثلون بأعداد متدنية للغاية في مجال الإدارة والوظائف المهنية، وأن الوظائف في الولاية مقسمة حسب الجنس، وفي النهاية أوصت الدراسة بأن تتخذ الولاية مجموعة من القرارات وهي: (1) وضع قيم مقارنة في اعتبار الوظائف المهيمن عليها من قبل النساء، (2) عدم الأخذ في الاعتبار للمال لتحسين وضعية عدم مساوة الأجور، (3) تشجيع الإجراءات الإيجابية التي تهتم بالمرأة والأقليات، (4) الاستمرار في تحليل الموقف لتحسينه.
استجابت السلطة التشريعية لمينيسوتا في الحال، وفي عام 1983 خصصت الولاية 21.8 مليون دولار لبدء معالجة تفاوت أجور موظفي الولاية. ومابين عامي 1982 و 1993 ارتفع معدل أجور نساء الولاية بنسبة 10%.
طبقا لصحيفة ستار ترايبون Star Tribune فإن المرأة في عام 2005 في حكومة ولاية مينيسوتا لها من 97 سينت إلى دولار مما يصنف ولاية مينيسوتا كإحدى أكثر الولايات في المساواة بين الجنسين في الأجور في الولايات المتحدة.

#### فترة حكم أوباما
وقع الرئيس أوباما في عام 2009 على قانون ليلي ليدبيتر لعدالة الأجور والذي يسمح للنساء بمقاضاة أصحاب العمل إذا حصلن على أجور غير عادلة خلال 180 يوما من استلام الراتب غير العادل. وفي 29 يناير 2016 وقع على أمر تنفيذي يلزم جميع الشركات التي لا يقل عدد موظفيها عن 100 موظف بالإفصاح عن أجور جميع العمال للحكومة الاتحادية، مع توزيع الأجور حسب العرق والجنس والإثنية، وكان الهدف من ذلك هو تشجيع أرباب العمل على منح أجر متساوٍ لمقابل العمل المتساوي من خلال زيادة الشفافية.

### أستراليا
في ظل النظام القديم لتثبيت الأجور المركزي قد تم تقديم مبدأ «الأجر المتساوي للعمل ذو القيمة المتساوي» بالنسبة للنساء عام 1969، وقد تم تشريع قانون عدم التمييز على خلفية الجنس في عام 1984.
وتشير الاحصائيات الصادرة عن وكالة المساواة الجنسية في العمل الأسترالية (وهي وكالة تابعة للحكومة الأسترالية) إلى أن متوسط أجور النساء قد سجلت فجوة أقل من نظيرتها للرجال بنسبة أقل بقيمة 18.8% في نوفمبر 2014، هذا على الرغم من القانون الذي أقر في عام 1984 عن طريق المؤسسة التشريعية الأسترالية والذي يجرم التمييز الجنسي في بيئة العمل.
وفي نوفمبر 2011 أعلنت رئيسة الوزراء الأسترالية جوليا جيلارد عن الجهودات المبذولة لرفع مرتبات الـ 150000 عاملا الأقل في الأجر في أستراليا منهم حوالي 120000 امرأة وذلك بتقديم مليوني دولار أسترالي خلال الستة أعوام التالية.
الاحصائيات تتغير كليا عند عوامل أخرى في الاعتبار، فجغرافيا فإن النساء العاملات اللائي يقطنن في مقاطعة العاصمة الأسترالية يظهرن أقل فجوة في الأجور في الدولة بنسبة 11.7%.
في إحصائية في المجال الصناعي فإن أقل فجوة للأجور ظهرت في نطاق الأعمال الإدارية العامة والسلامة بفجوة مقدارها 7.2%، أما أعلى فجوة في الأجور كانت في صناعة الخدمات المالية والتأمين بفجوة مقدارها 29.6%.
إن استمرارية الفجوة في الأجور في أستراليا متوقف على العوامل الاجتماعية مثل الاختيارات التي تقوم بها النساء عند سلك حياة مهنية، وفي بعض الحالات الضغوط الثقافية التي توجه النساء لوظائف معينة. ويعتمد المجتمع الأسترالي أيضا اعتمادا كبيرا على المرأة في الاضطلاع بأدوار الرعاية غير المدفوعة الأجر، مما يقلل من نسبة النساء القادرات على المشاركة في سوق العمل.
في نوفمبر 2014 كانت نسبة الفجوة في الأجور في القطاع الخاص تشير إلى 22.4% بينما كانت 12.3% في القطاع العام، وهذا ينتج بشكل أساسي من طريقة المفواضة لتحديد المرتبات، ففي القطاع الخاص يتم تحديد الأجر من خلال مفاواضات شخصية فردية أما في في القطاع العام فإن المرتبات تحدد غالبا عن طريق عقود مساومة جماعية.

### كندا
يستخدم مصطلحي العدالة في الأجور والمساواة في الأجور إلى حد ما بشكل مختلف في كندا عنهما في باقي الدول، فكلا المصطلحين له مدلول قانوني مستقل ومختلف.
فالمساواة في الأجر أو الدفع المتساوي للأعمال المتساوية يشير إلى ضرورة أن يتقاضى الرجال والنساء أجورا متساوية طالما يقومون بنفس العمل داخل نفس المؤسسة، فعلى سبيل المثال المرأة الكهربائية يجب أن تتقاضى مثل الرجل الكهربائي في نفس المؤسسة، ويمكن أن يكون هناك اختلافات معقولة بسبب الأقدمية أو الكفاءة.
والمساواة في الأجور مطلوبة بموجب القانون في كل من الولايات القضائية التشريعية ال 14 في كندا (عشر مقاطعات، وثلاثة أقاليم، والحكومة الاتحادية). وتجدر الإشارة إلى أن التشريع الاتحادي لا ينطبق إلا على أصحاب العمل في بعض الصناعات الخاضعة للتنظيم الفدرالي مثل البنوك والمذيعين وشركات الطيران، على سبيل المثال لا الحصر. وبالنسبة لمعظم أرباب العمل، فإن التشريعات ذات الصلة هي التشريعات الخاصة بالمقاطعة أو الإقليم المعني.
بالنسبة لأصحاب العمل الخاضعين للتنظيم الفدرالي فإن المساواة في الأجر تكون مضمونة من خلال قانون حقوق الإنسان الكندي. ففي أونتاريو يطلب المساواة في الأجر طبقا لقانون أونتاريو لمعايير التوظيف.
وبالتالي في كل منطقة قضائية كندية لها نفس التشريع ولكن مسمى القانون يتغير.
على النقيض فإن العدالة في الأجور طبقا للاصطلاح الكندي تعني أن الوظائف المسيطر عليها من قبل الرجال والوظائف المسيطر عليها من النساء ويمكن مقارنتهم في القيمة لابد وأن يتساوى فيها الأجر لدى نفس صاحب العمل.
والمصطلح الكندي العدالة في الأجور يطلق عليه «القيمة القابلة للمقارنة» في الولايات المتحدة، فعلى سبيل المثال لو تم اعتبار أن الممرضات والكهربائيون في مؤسسة ما لهم نفس درجة الأهمية، فإنه من الحتمي دفع نفس الأجر لهما.
الطريقة الوحيدة للتفريق بين المبدأين هي ملاحظة أن المساواة في الأجر موجهة لحقوق النساء العاملات بصفاتهن الشخصية، أما العدالة في الأجر فهي موجهة لحقوق الوظائف المسيطر عليها نسائيا كمجموعة.
هناك بعض المناطق القضائية الكندية التي تمتلك تشريعات خاصة بالعدالة في الأجور، بينما هناك بعض المناطق ليس لديها هذا المبدأ، ومن هنا أتت أهمية التفريق بين العدالة في الأجر والمساواة في الأجر في الاستخدام الكندي.
فمثلا في أونتاريو ينظم المساواة في الأجر من خلال قانون أونتاريو لمعايير التوظيف بينما ينظم العدالة في الأجر من خلال قانون قانون أونتاريو للعدالة في الأجر.
من جهة أخرى فإن الثلاث مقاطعات الغربية (كولومبيا البريطانية وآلبيرتا وساسكاتشوان) لديهم قانون للمساواة في الأجر ولكن ليس لديهم ما يخص العدالة في الأجر. وبعض المقاطعات مثل مانيتوبا لديها تشريع خاص بالعدالة في الأجور يطبق على موظفي القطاع العام فقط ولا يطبق على القطاع الخاص، في حين أن تشريع المساواة في الأجر يطبق على الجميع في القطاعين.

### تايوان
وضعت تايوان تشريعا لقانون المساواة الجندرية في التوظيف عام 2002، وهو يوجه أصحاب العمل إلى دفع نفس المرتب للعمال الذين يقومون بنفس الوظيفة، ويلزم القانون أصحاب العمل بألا يضعوا تمييزا ضد الموظفين بسبب الجنس أو التوجه الجنسي عند دفع الأجور.
فالموظفون يجب أن يحصلون على أجور متساوية مقابل نفس العمل أو نفس القيمة، ولكن إذا كان الختلاف وفقا لنظام الأقدمية أو نظام الحوافز والالتزام أو الكفاءة أو لأي سبب معقول غير عوامل الجنس أو التوجه الجنسي، فإن المحظورات عاليه لا يجب أن تطبق، ولا يجوز لأرباب العمل أن يعتمدوا طرقا لخفض أجور الموظفين الآخرين من أجل التهرب من نص الفقرة السابقة.

## احصائيات حول عدم المساوة في الأجر مقابل تساوي العمل

### الولايات المتحدة الأمريكية
طبقا لتقرير أعده المؤسسة الأمريكية للنساء الجامعيات (AAUW) فإن الفجوة في الأجور بين الجنسين والتي ضاقت منذ السبعينات بدأت في الظهور ببطء خلال السنوات الأخيرة.
بتحليل بيانات مكتب سينساس Census Bureau من قسم التعليم ومكتب إحصائيات العمل قامت المؤسسة الأمريكية للنساء الجامعيات بحساب متوسط المرتبات لوظائف الدوام الكامل في الخمسين ولاية ومقاطعة كولومبيا، وكانت المرأة في الولايات المتحدة تتقاضى أقل من الرجل بنسبة 23 في المائة في المتوسط.
وعلى الرغم من النسبة 91 في المائة المسجلة في عام 2012 فإن واشنطن العاصمة تحتفظ بأقل فجوة في الأجر في الولايات المتحدة، فمتوسط ما تتحصل عليه النساء هو 90 في المائة من متوسط ما يتقاضاه الرجل (60116 دولارا مقابل 66754 دولارا).
كذلك ووفقا لنتائج العام الماضي فقد أتت وايومنج في المركز الأخير، حيث أخذت النساء 64 في المائة من متوسط دخل الرجال (33152 دولارا مقابل 51932 دولارا).
وبينما يبقى من المهم ملاحظة أن الطبيعة الجغرافية والصناعة المحلية يلعبان دورا في اختلاف المرتبات، فهناك أيضا بعض العوامل المهمة الأخرى التي تدخل في التأثير مثل مستوى التعليم والعرق والإثنية والعمر.
وقد حللت مؤسسة الأمريكية للنساء الجامعيات هذه الفجوة في الأجور عن طريق النظر إلى العمال المتفرغين على مدار السنة الذين تزيد أعمارهم عن 15 عاما. وبخلاف مقارنة مرتبات جميع الرجال بمرتبات جميع النساء، قام التقرير بكسر الاختلالات في الأجور بين الجنسين على أساس ثلاثة خصائص سكانية إضافية: العرق والإثنية، ومستوى التعليم، والعمر.

## العرق والإثنية
النساء الأمريكيات من ذوات الأصول الآسيوية هن من يمتلكن أكبر قدر من الفجوة في الأجور بين الجنسين بينما اللاتينيات أو ذوات الأصول الإسبانية يأتين كأكثر النساء مقارنة مع نظرائهن من الذكور.

## التعليم
كلما زاد مساوى تعليم المرأة كلما زاد ما تتقاضاه، ولكن مع ذلك هذا لا ينهي من الفجوة في الأجور حسب الجنس، فمع إنجاز كل مستوى تعليمي يظل متوسط دخل المرأة أقل بنسبة 21 في المائة من نظيره للرجل.
وترتبط الفجوة في الأجور ارتباطا كبيرا بعوامل مثل التخصص الجامعي ونوع الوظيفة التي يتم اتباعها بعد التخرج، على الرغم من أنه لا يزال هناك جزء كبير لا يمكن تفسيره بالاختيار الوظيفي.
في تحليلات مؤسسة AAUW عام 2012 وُجد أن النساء يحصلن على 82 في المائة مما يحصل عليه زملائهم الذكور فقط بعد سنة واحدة من التخرج في الجامعة، وبعد عشرة أعوام من المرحلة الجامعية تزداد الفجوة لتحصل المرأة فقط ما نسبته 69 في المائة من دخل الرجل.

### تايوان
الموظفة في إحدى المؤسسات نان يا بي سي بي Nan Ya PCB ادعت أن مرتب الموظفات النساء أقل من الذكور،  وقالت الموظفة أن الشركة وضعت تمييزا جنسيا منذ أمد بعيد مما أهدر حقوق الإناث.
وتفاوضت نقابة العمال مع صاحب العمل لسنوات عديدة. وبغية حل النزاع، أضاف صاحب العمل ألف بدل إلى الموظفات في الشهر، ولكن الموظفين وجدوا أنه لا يزال لا يمكن القضاء على الفجوة في الأجور بين الجنسين.

## نقد
تشمل انتقادات مبدأ المساواة في الأجر مقابل العمل المتساوي انتقاد الآليات المستخدمة لتحقيقه والمنهجية التي تقاس بها الفجوة. ويعتقد البعض أن الإجراءات الحكومية لتصحيح التفاوت في الأجور بين الجنسين تتدخل في نظام التبادل الطوعي. وهم يجادلون بأن المسألة الأساسية هي أن صاحب العمل هو صاحب الوظيفة وليس الحكومة أو الموظف. فصاحب العمل يتفاوض على الوظيفة ويدفع وفقا للأداء، وليس وفقا لواجبات الوظيفة. ولا تريد الشركات الخاصة أن تخسر أفضل موظفيها من خلال تعويضهم بشكل أقل، ولا يمكنها تحمل دفع مصاريف أكثر لذوي الأداء المنخفض لأن ذلك سيؤدي إلى انخفاض الإنتاجية الإجمالية. بيد أن منتدى المرأة المستقلة يستشهد بدراسة أخرى تشير إلى أن الفجوة في الأجور قد تختفي «عند التحكم في الخبرة والتعليم وعدد السنوات في العمل».

## الفرق ما بين الأجور المتساوية لنفس الأعمال وبين الأجور المتساوية لنفس القيمة الوظيفية
| الأجر المتساوي لنفس القيمة الوظيفية | الأجر المتساوي مقابل نفس العمل |
| ويقارن الأجر في الأجر بين قيمة ودفع مختلف الوظائف، مثل الممرضة والكهربائي. | يقارن الأجر المتساوي أجور شاغلي الوظائف في نفس الوظائف أو وظائف مشابهة جدا. |
| الأشخاص (رجالا ونساء) فقط في الوظائف المعروف أنها خاصة بالنساء يمكنهم أن يشتكوا من أن عملهم لا يقدر بالشكل الكافي. فإذا تقاضت الممرضات أجرا أقل من الكهربائيين من قبل صاحب العمل نفسه، فيمكنهم تقديم شكوى عندئذٍ. | يمكن للرجال أو النساء أن يشتكوا من أن لا يقدر بالشكل الكافي. وإذا كان شاغل الوظيفة يتقاضى أجرا أقل من عاملة في نفس الوظيفة، يمكنه تقديم شكوى. كذلك، يمكن للمرأة أو الرجل أن يشكو إذا كان يدفع له أو لها أقل من رجل أو امرأة في نفس الوظيفة. |

المشكلة القائمة عند مقارنة الوظائف التي تتضمن مهارات مختلفة هو وجود بعض المسائل غير الملموسة التي تؤثر في تحديد الأجر جنبا إلى جنب مع الخيرة والمهارة.
فعلى سبيل المثال، يمكن أن نفترض أن مهنة فني الكهرباء تتطلب نفس القدر من المهارة مع مهنة التمريض، ولكن بالنظر إلى الكهربائي الذي يعمل على ارتفاع 60 مترا فوق سطح منصة بترول في عرض البحر، فإن الأجر لابد وأن يكون أعلى نظرا لدرجات الخطورة الأعلى في المهمة.
في الحقيقة فإن الكثير يجادل بأن عدم قدرة النساء على العمل في وظائف خطرة أو غير مرغوبة مثل السباكة وتعدين الفحم يساهم بنسبة كبيرة في خلق الفجوة في الأجور.